# Noc świętego Mikołaja
Noc świętego Mikołaja z cyklu Święta polskie – polski film fabularny z 2000 roku w reżyserii Janusza Kondratiuka

## Opis fabuły
Lucjan i Jędruś odsiadują wyrok w więzieniu. Za namową więziennego kapelana postanawiają sprawić radość dzieciom z Domu Dziecka i wręczyć im na Mikołajki prezenty. Wraz z kapelanem mają odebrać prezenty, przygotowane przez sponsora. Lucjan i Jędruś otrzymują jednodniową przepustkę, jednak Lucjan ma inną sprawę do załatwienia – chce spotkać się ze swoją narzeczoną. Okazuje się, że dzieci z Domu Dziecka zamiast zabawek otrzymały inne rzeczy, przeznaczone dla dorosłych. Mimo iż supermarket jest już nieczynny, Lucjan i Jędruś postanawiają zdobyć prezenty dla dzieci.

## Obsada
- Zbigniew Buczkowski – jako Lucjan Fedor
- Leszek Zduń – jako Jędruś Groniec
- Wojciech Walasik – jako ksiądz
- Barbara Dziekan – jako pani Elżbieta
- Edyta Olszówka – jako Iza Supeł, narzeczona Lucjana
- Magdalena Emilianowicz – jako Aneta
- Ilona Szkołuda – jako Mariola
- Justyna Sieńczyłło – jako wychowawczyni
- Grzegorz Małecki – jako Marianek
- Jerzy Rogalski – jako Niuniek
- Michał Kowalski – jako Patyk
- Zbigniew Mazurek – jako dyrektor hipermarketu
- Robert Więckiewicz – jako strażnik
- Ryszard Chlebuś – jako strażnik
- Ireneusz Kozioł – jako nocny ochroniarz hipermarketu
- Ewa Szawłowska – jako sekretarka dyrektora hipermarketu
- Zdzisław Rychter – jako ochroniarz w hipermarkecie
- Violetta Arlak – jako matka
- Piotr Nowak – jako Marchewa
- Marcel Szytenchelm – jako Mikołaj
- Marcin Drzewiecki – jako Piotruś
- Nina Morewa – jako gitarzystka
- Włodzimierz Midak – więzień